# ارل
اِرل / ɜ:rl / (به انگلیسی: earl) یکی از اعضای نجیب‌زادگان است. این یک عنوان انگلیسی باستان است که در اصل، به شکل اسکاندیناوی (یارل Jarl) بوده‌است، و به معنای «رهبر»، به ویژه یک رهبر تعیین شده برای حکومت بر یک قلمرو در یک پادشاهی است. در سده‌های میانه در اسکاندیناوی، این عنوان منسوخ گشت و با لقب دوک (hertig / hertug / hertog) جایگزین شد. در بریتانیا در سده‌های میانی پایانی این عنوان معادل لقب کنت قاره‌ای استفاده شد (در انگلستان در دورهٔ پیش از آن، مفهوم آن بیشتر به دوک نزدیک بود؛ در اسکاتلند آن مفهوم به صورت «مورمائر» به کار رفت). با این حال، پیش از آن در اسکاندیناوی، یارل همچنین می‌توانست یک شاهزادهٔ مستقل باشد. به عنوان مثال، حاکمان چند پادشاهی کوچک نروژ دارای عنوان یارل بودند و در بسیاری از موارد نسبت به همسایگان خود؛ که عنوان پادشاه داشتند، از قدرت کمتری برخوردار نبودند. نام‌های جایگزین برای مراتب معادل «ارل / کنت» در ساختار نجیب‌زادگی در کشورهای دیگر، مانند (هکوشاکو hakushaku) در دوران پیش از بازسازی امپراتوری ژاپن به کار برده‌شده‌است.
در بریتانیای امروز، یک ارل عضو رتبه‌بندی‌شده‌ای است که در زیر مارکی و بالاتر از وایکانت. شکل زنانهٔ یک ارل هیچگاه در بریتانیا رواج نیافت؛ به جای آن، عنوان (کنتس countess) استفاده می‌شود.